# Dann eben mit Gewalt
Dann eben mit Gewalt (Originaltitel niederländisch Desnoods met geweld) ist ein Jugendbuch des niederländischen Autors Jan de Zanger aus dem Jahr 1986. 1987 wurde das Buch von Siegfried Mrotzek ins Deutsche übersetzt.

## Handlung
Lex Verschoors Klassenkameradin Sandra Noya wird eines Tages von einer Gruppe, die sich White–Power nennt, zusammengeschlagen. Zusammen mit Ines, der Schwester von seiner Klassenkameradin Anne, verfolgt er die Gruppe und findet wichtige Informationen heraus. In der Nacht (an Lex 18. Geburtstag) greift Lex zusammen mit Ines die White–Power–Gruppe an. Dabei wird Lex so schwer verletzt, dass er ins Krankenhaus muss.

## Verfilmungen
- 1993: Dann eben mit Gewalt, Regie: Rainer Kaufmann (arte)

## Auszeichnungen
- Dann eben mit Gewalt wurde 1988 mit dem Gustav-Heinemann-Friedenspreis für Kinder- und Jugendbücher ausgezeichnet.[1]